# Rush (série littéraire)
Pour les articles homonymes, voir Rush.
Rush est une série de romans policiers et de suspense pour adolescents écrite par Phillip Gwynne et traduite de l'anglais par Antoine Pinchot. Le premier livre est sorti le 12 mars 2014. 

## Les 6 tomes de la série
1. Une dette de sang, Casterman, 2014 / Cath the Zolt, 2013
2. Nuit noire, Casterman, 2014 / Turn off the light,  2013
3. Puzzle mortel, Casterman, 2014 / Bring Back the Cerberus,  2013
4. Chasse à l'homme, Casterman, 2015 / Fetch the Treasure Hunter,  2013
5. Eaux troubles, Casterman, 2015 / Yamashita's Gold,  2013
6. Mise à mort, Casterman, 2015 / Take a life,  2013

## Résumé
Ce roman évoque un jeune garçon, Dom Silvagni, 15 ans, qui vit en Australie (à Gold Coast), une région chère et très prisée par les millionnaires. 
Le jeune garçon est promis à une carrière de grande star de l'athlétisme. Mais le jour de son quinzième anniversaire, Dom apprend que sa famille a une dette dont il est l'héritier envers une mafia italienne très dangereuse. Et, pour satisfaire cette mafia, Dom devra remplir six contrats périlleux. Cette mafia l'aidera s'il respecte les règles, dans le cas contraire il en subira les conséquences…

## Personnages principaux
- Dom Silvagni : Dom est le protagoniste du livre. Dom est un jeune garçon qui vit dans une famille riche en Australie. Il a une grande carrière sportive devant lui. Le jour de ses quinze ans, Dom apprend par son père et son grand-père que sa famille a une dette dont il est l'héritier envers un mafia qui se nomme la 'Ndrangheta.
- Gus Silvagni : Gus est le grand-père de Dom, qui lui aussi avait une grande carrière sportif, jusqu'au jour qu'il perdit sa jambe à cause de la 'Ndrangheta le soir de son sixième contrat qu'il n'a pas réussi à remplir.
- Imogen Havilland : Imogen est une jeune fille intelligente et cultivée. Elle a perdu son père lorsqu'elle était jeune mais personne ne sait avec certitude s'il est mort. Imogen vit donc avec sa mère qui depuis la disparition de son mari, refuse qu'Imogen sorte pendant la journée.
- Tristan Jazy : Tristan est le rival de Dom. Il fait du rugby,de la natation et de l'athlétisme. Il est tout comme Dom amoureux de Imogen.

## Sources
- Kirkus,
- Publisher's Weekly,
- Kids Book Review,
- Aussie Reviews,
- Sydney Morning Herald